# Floing (Ardennes)
Floing település Franciaországban, Ardennes megyében. Lakosainak száma 2277 fő (2022. január 1.). Floing Fleigneux, Glaire, Illy, Saint-Menges és Sedan községekkel határos.

## Népesség
A település népessége az elmúlt években az alábbi módon változott:
| Lakosok száma | 2332 | 2890 | 2636 | 2474 | 2483 | 2443 | 2349 | 2313 | 2293 | 2277 |
|               | 1968 | 1982 | 1990 | 2006 | 2013 | 2015 | 2017 | 2019 | 2020 | 2022 |